# Terpinnja
Terpinnja (ukrainisch Терпіння; russisch Терпенье Terpenje) ist ein Dorf in der ukrainischen Oblast Saporischschja mit etwa 4800 Einwohnern (2004).

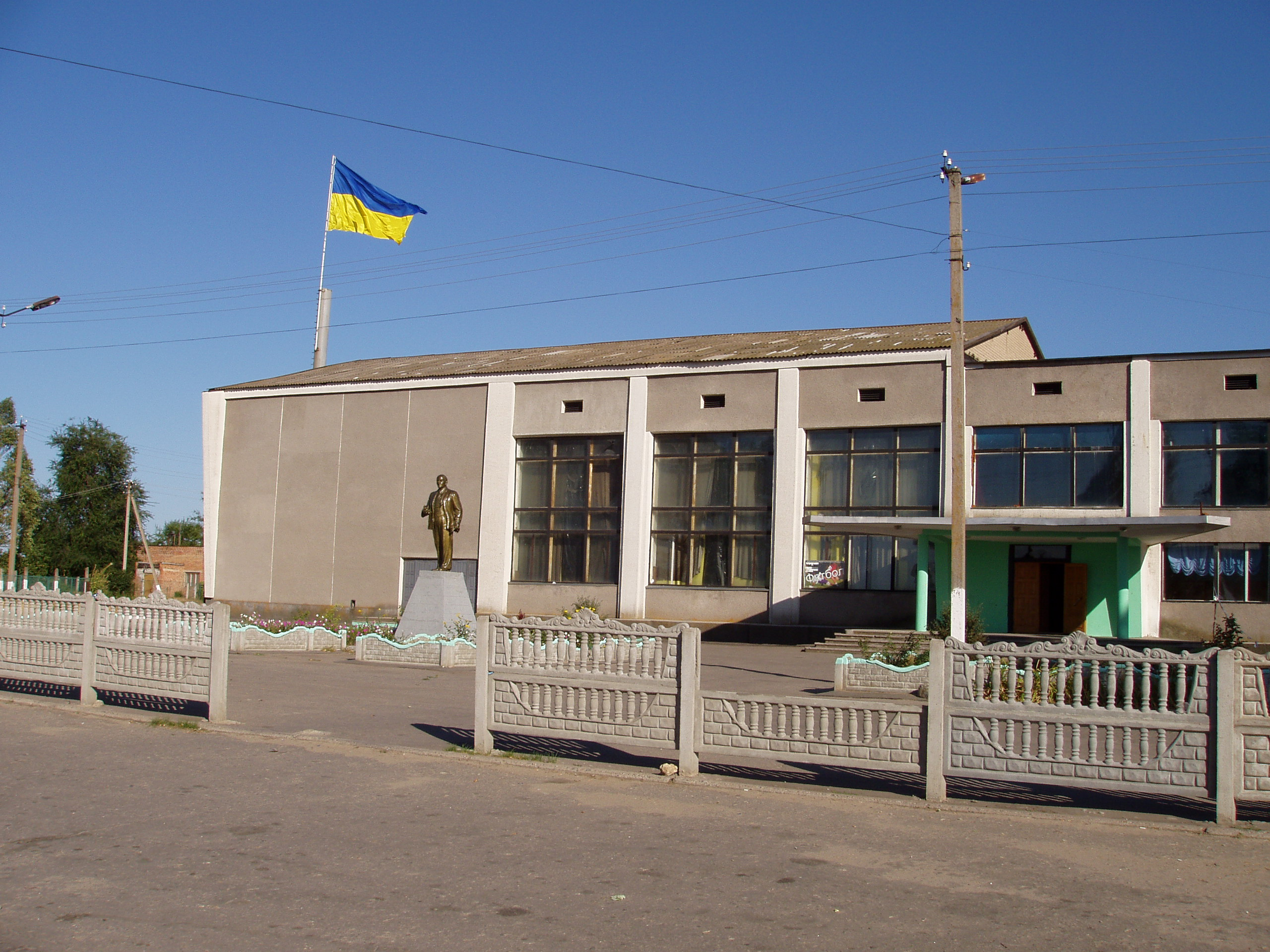
Kulturpalast Terpinnja

Das 1795 gegründete Dorf, das Saweli Kapustin zum Duchoborzen-Zentrum gemacht hatte, liegt am Ufer der Molotschna im Rajon Melitopol 18 km nördlich vom Rajonzentrum Melitopol und 2 Kilometer nördlich der Siedlung städtischen Typs Myrne. 3 Kilometer westlich vom Dorf verläuft die Fernstraße M 18 und etwa 10 Kilometer westlich vom Dorf befindet sich die Bahnstation Terpinnja an der Bahnstrecke Sewastopol–Charkiw.
Im März 2022 wurde der Ort durch russische Truppen im Rahmen des Russischen Überfalls auf die Ukraine eingenommen und befindet sich seither nicht mehr unter ukrainischer Kontrolle.

## Verwaltungsgliederung
Am 12. Juni 2020 wurde das Dorf zum Zentrum der neugegründeten Landgemeinde Terpinnja (Терпіннівська сільська громада/Terpinniwska silska hromada). Zu dieser zählen auch die 17 in der untenstehenden Tabelle aufgelistetenen Dörfer sowie die Ansiedlung Saritschne, bis dahin bildete es zusammen mit den Dörfern Fedoriwka, Luhowe, Piwnitschne und Spaske sowie der Ansiedlung Saritschne die gleichnamige Landratsgemeinde Terpinnja (Терпіннівська сільська рада/Terpinniwska silska rada) im Zentrum des Rajons Melitopol.
Folgende Orte sind neben dem Hauptort Terpinnja Teil der Gemeinde:
| Name                     | Name            | Name                               |
| ukrainisch transkribiert | ukrainisch      | russisch                           |
| ------------------------ | --------------- | ---------------------------------- |
| Berehowe                 | Берегове        | Береговое (Beregowoje)             |
| Fedoriwka                | Федорівка       | Фёдоровка (Fjodorowka)             |
| Jasne                    | Ясне            | Ясное (Jasnoje)                    |
| Kamjanske                | Кам'янське      | Каменское (Kamenskoje)             |
| Luhowe                   | Лугове          | Луговое (Lugowoje)                 |
| Orlowe                   | Орлове          | Орлово (Orlowo)                    |
| Piwnitschne              | Північне        | Пивничное (Piwnitschnoje)          |
| Prylukiwka               | Прилуківка      | Прилуковка (Prilukowka)            |
| Prywilne                 | Привільне       | Привольное (Priwolnoje)            |
| Promin                   | Промінь         | Проминь                            |
| Saritschne               | Зарічне         | Заречное (Saretschnoje)            |
| Schyrokyj Lan            | Широкий Лан     | Широкий Лан (Schiroki Lan)         |
| Spaske                   | Спаське         | Спасское (Spasskoje)               |
| Switlodolynske           | Світлодолинське | Светлодолинское (Swetlodolinskoje) |
| Trawnewe                 | Травневе        | Травневое (Trawnewoje)             |
| Ukrajinske               | Українське      | Украинское (Ukrajinskoje)          |
| Widradne                 | Відрадне        | Отрадное (Otradnoje)               |
| Woloschkowe              | Волошкове       | Волошково (Woloschkowo)            |